# Peluda del mar Roig
La peluda del mar Roig (Arnoglossus marisrubri) és un peix teleosti de la família dels bòtids i de l'ordre dels pleuronectiformes.

## Distribució geogràfica
Es troba a les costes del Mar Roig.